# Alexei Kapitonowitsch Serow
Alexei Kapitonowitsch Serow (russisch Алексей Капитонович Серов; * 1918; † 1993) war ein sowjetischer Partei- und Schachfunktionär.

## Leben
Alexei Serow, geboren 1918, machte Karriere in der KPdSU und war zunächst in führender Position in der Parteiorganisation der Stadt Odessa tätig. Danach arbeitete er im Sekretariat des Ersten Sekretärs des Zentralkomitees der KPdSU Nikita Chruschtschow und im Komitee für Volkskontrolle der UdSSR. In den 1960er Jahren stand er an der Spitze des Allrussischen Schachverbandes, der damals nach offiziellen Angaben ungefähr zwei Millionen organisierte Spieler der Russischen Föderation repräsentierte. Als Leiter der sowjetischen Delegation war er bei diversen internationalen Wettbewerben anwesend, so bei den Schacholympiaden 1966 in Havanna und 1968 in Lugano. 
Seit April 1968 war Serow Vorsitzender des Sowjetischen Schachverbandes, bevor er im nächsten Jahr von Dmitri Postnikow abgelöst wurde. Obwohl seine Amtszeit im Verband nur von kurzer Dauer war, wird die Bilanz seiner Tätigkeit generell als positiv bewertet. Zu seinen Verdiensten gehören die Herausgabe (seit Juli 1968) der Wochenschrift 64 sowie die neue Fernsehsendung Schachmatnaja Schkola. An den zum ersten Mal durchgeführten Wettkämpfen der Pionierfreundschaften Belaja Ladja nahmen mehr als 50.000 Mannschaften teil. In den 1980er Jahren fungierte Serow als verantwortlicher Sekretär im Zentralstab des gleichnamigen Klubs. Auf dem FIDE-Kongress 1984 in Thessaloniki wurde ihm der Titel Internationaler Schiedsrichter zuerkannt.
Serow verstarb 1993 im Alter von 74 Jahren an einem Krebsleiden.